# 科米斯基 (印地安納州)
科米斯基（英語：Commiskey）是位於美國印地安納州詹寧斯縣的一個非建制地區。該地的面積和人口皆未知。